# Patrick Heron
Patrick Heron est un peintre anglais né le 30 janvier 1920 à Leeds et mort le 20 mars 1999, qui vivait à St Ives en Cornouailles.

## Biographie
Né à Leeds, il passe son enfance à St Ives puis il devient élève à la Slade School of Fine Art (1937-1939). Il recommence à peindre après la Seconde Guerre mondiale tout en travaillant comme assistant dans Atelier de Poterie de Bernard Leach à St Ives (1945). Il enseigne à la Central School of Fine Art (1953-1956). 
Il est un critique d’Art influent pour le New Stateman et the Nation entre 1947 et 1950 et le correspondant londonien de la revue Arts de 1955 à 1958. 
Il est l’auteur de The Changing Forms of Art en 1955, Ivon Hitchens en 1955, Braque en 1956.
Son œuvre est influencée dans un premier temps par Henri Matisse et Georges Braque dans un style figuratif, bien que plus tard il ait développé un style abstrait fait de couleurs surprenantes et de canevas imbriqués suivant en cela l’École américaine de New York. Sa première exposition personnelle a lieu à Londres en 1947 à la Redfern Gallery, à New York chez Bertha Schaefer Gallery en 1960. En 1952, il est présent à la Biennale de São Paulo avec douze toiles.
Heron est également dessinateur de motifs pour tissus imprimés. Il a écrit un livre The Shape of Colour (1978), dans lequel il analyse les formes naturelles.
Une partie de ses travaux les plus importants ont disparu dans l’incendie qui ravage l’entrepôt de stockage du Momart le 24 mai 2004.

## Récompenses et distinctions
- 1959 : Prix de peinture John Moores - Black Painting - Red, Brown and Olive : July 1959[1]